# 2 Remixes by AFX
2 Remixes by AFX è un EP del musicista Richard D. James pubblicato dall'etichetta MEN Records con lo pseudonimo AFX.
È stato pubblicato sia in versione vinile 12 pollici che in versione CD. La MEN Records è una sub-etichetta della Rephlex Records.
Contiene tre tracce di cui due remix, uno del brano Flow Coma degli 808 State, e uno di Box Energy di DJ Pierre dei Phuture. La terza traccia, senza titolo ma convenzionalmente chiamata Bonus High Frequencies, è la conversione audio di un'immagine criptata in formato SSTV.
La confezione della versione CD è completamente priva di copertina, immagini, titoli e note scritte, ad eccezione della dicitura «2 Remixes by AFX» lungo il bordo interno del CD e una banda nera lungo quello esterno.

## Tracce
Lato A
1. Flow Coma (Remix by AFX) - 4:59

Lato A
1. Box Energy (Remix by AFX) - 6:30
2. Untitled - 1:58